# 1658 en philosophie
Chronologie de la philosophie
- 1654
- 1655
- 1656
- 1657
- 1658
- 1659
- 1660
- 1661
- 1662

L’année 1658 a été marquée, en philosophie, par les événements suivants :

## Publications
- Francis Bacon  : Historia densi et rari.

- Comenius : Orbis sensualium pictus, 1658, Nuremberg - imagier pour l'apprentissage du latin (En ligne).

- Thomas Hobbes : De Homine (1658), OL II, 1-132 ; Traité de l’homme, traduction et commentaire par P.M. Maurin, Paris, Blanchard, 1974.

- André Graindorge :  Animadversio in fictitiam Figuli exercitationem de principiis fœtus, Narbonne, 1658, in-8.Cet ouvrage attaque l’écrit Figuli exercitationem de principiis fœtus publié l’année précédente par Raymond Restaurand sous le pseudonyme de « Figulus ».

## Décès
- 3 décembre à Stettin, dans le Brandebourg-Prusse: Johannes Micraelius, de son vrai nom Johannes Lütkeschwager (né le 1er septembre 1597 à Köslin dans le duché de Poméranie) est un poète, philosophe et historien allemand.